# Mersinbelen, Koçarlı
Mersinbelen là một xã thuộc huyện Koçarlı, tỉnh Aydın, Thổ Nhĩ Kỳ. Dân số thời điểm năm 2010 là 666 người.